# Khalil Haqqani
Khalil Haqqani (paixtu: خلیل‌الرحمن حقاني)  (província de Paktia, 1 de gener de 1966 - Kabul, 11 de desembre de 2024) va ser un militar i polític afganès d'ètnia paixtu, líder prominent de la xarxa Haqqani i ministre dels Refugiats de l'Emirat Islàmic de l'Afganistan des del 2021. També se'l coneixia com a Khalil-ur-Rahman Haqqani, Khalil-ur-Rehman Haqqani, Khalil al-Rahman Haqqani, Khaleel Haqqani i Khalil Ahmad Haqqani.

## Trajectòria
Durant la Guerra de l'Afganistan, va participar en la captació de fons i el suport logístic de les operacions dels talibans afganesos. L'any 2002 va desplegar un grup de soldats al seu càrrec per a reforçar al-Qaida a la província de Paktia, Afganistan. L'any 2009 va ajudar a la detenció d'enemics dels talibans i de la xarxa Haqqani. L'any 2010 va proporcionar fons per als talibans de la província de Logar, Afganistan. També ha executat diverses ordres proporcionades pel seu nebot, Sirajuddin Haqqani, líder de la xarxa Haqqani i que el març de 2008 va ser designat terrorista pels Estats Units d'Amèrica a l'Ordre Executiva 13224.
El 9 de febrer de 2011, amb aquesta mateixa ordre, el Departament del Tresor dels Estats Units va designar Khalil Haqqani com a terrorista internacional especialment designat i va oferir una recompensa de 5 milions de dòlars per la seva captura en tant que un dels terroristes més buscats. El 9 de febrer de 2011 les Nacions Unides, de conformitat amb l'apartat 2 de la resolució 1904 (2009) del Consell de Seguretat, va ser afegit a la Llista de Sancions de 1988 (TAi.150) per associació amb Al-Qaida, Osama bin Laden o els talibans per «participar en el finançament, la planificació, facilitar, preparar, o cometre actes o activitats per, conjuntament amb, sota el nom de, en nom de, o en suport de» o «actes o activitats de suport» dels talibans.
La xarxa de Haqqani va ser fundada pel seu germà, Jalaluddin Haqqani i, a mitjans de la dècada de 1990, es van unir al règim talibà del mul·là Mohammad Omar. L'ONU va determinar que Haqqani participava en activitats de recaptació de fons en nom dels talibans i la xarxa Haqqani i realitzava viatges internacionals per a obtenir suport financer. A partir de setembre de 2009 va obtenir suport financer dels estats àrabs del Golf Pèrsic i de les fonts de l'Àsia meridional i Oriental. A més, va actuar en nom d'Al-Qaeda i està associat amb les seves operacions militars, incloent el desplegament de reforços als seus gihadistes a la província afganesa de Paktia.
L'agost de 2021, després de la caiguda de Kabul, va ser el responsable de la seguretat de la ciutat durant la transició del poder. El 7 de setembre de 2021 va assumir el càrrec de ministre dels Refugiats de l'Emirat Islàmic de l'Afganistan, càrrec que va desenvolupar fins al seu assassinat a Kabul, l'11 de desembre de 2024, als 58 anys.